# شهرستان تریل
شهرستان تریل (به انگلیسی: Traill County) یک منطقهٔ مسکونی در ایالات متحده آمریکا است که در داکوتای شمالی واقع شده‌است. شهرستان تریل ۲٬۲۳۵٫۱۷ کیلومتر مربع مساحت و ۸٬۱۲۱ نفر جمعیت دارد.